# 2-й драгунский гвардейский полк
2-й драгунский гвардейский полк (Её Величества гнедые) (англ. 2nd Dragoon Guards (Queen's Bays)) — кавалерийский, позже бронетанковый полк Британской армии. Полк был сформирован в 1685 году графом Питерборо как Конный полк графа Питерборо (Earl of Peterborough’s Regiment of Horse) путем слияния четырёх существовавших конных взводов (troop).
Переименованный несколько раз, в 1746 году он был назван Её Величества драгунским гвардейским полком (Queen’s Regiment of Dragoon Guards), поскольку превратился в драгунское подразделение. А в 1767 году он был назван 2-м драгунским гвардейским полком (Её Величества гнедые), что отражало обычай его солдат ездить только на гнедых лошадях.
Полк служил в качестве кавалерии до 1937 года, когда он был механизирован лёгкими танками. В 1939 году полк вошёл в состав Королевского бронетанкового корпуса. После участия в Первой и Второй мировых войнах полк был объединён с 1-м Его Величества драгунским гвардейским полком в 1959 году в 1-й Её Величества драгунский гвардейский полк.

## История

### Ранний период
Полк был сформирован в 1685 году как Конный полк графа Питерборо, когда Яков II увеличил свою армию после восстания Монмута. Питерборо был католиком, который остался верен Якову и был заменён Эдвардом Вильерсом 31 декабря 1688 г.
Во время Войны Аугсбургской лиги он служил в качестве полка Вильерса (Villiers Regiment) в Ирландии с 1689 по 1691 год, участвуя в битвах при Бойне и Охриме. При Охриме полк получил приказ перейти через болото под сильным огнём, что заставило французского генерала маркиза де Сен-Рута воскликнуть: «Это безумие, но неважно, чем больше перейдет, тем больше мы убьем»; вскоре после этого он был обезглавлен пушечным ядром. Когда в октябре 1691 года Лимерикский договор положил конец войне в Ирландии, полк вернулся в Англию.
Бригадный генерал Ричард Левесон стал полковником 19 января 1694 г. и как Конный полк Левесона базировался во Фландрии до окончания войны по Райсвикскому договору в 1697 г. Он избежал расформирования, будучи причисленным к ирландскому истеблишменту; Левесон умер в марте 1699 г., и полковником стал Дэниел Харви .
Во время Войны за испанское наследство полк Харви (Harvey’s Regiment) в марте 1704 года переместился в Португалию для поддержки кампании союзников на Пиренейском полуострове. В июле 1710 года он сражался в битве при Альменаре, но в декабре был разбит превосходящими силами при Бриуэге, а оставшиеся в живых были взяты в плен.
В знак признания своего участия в подавлении восстания якобитов 1715 года он был переименован в Конный полк принцессы Уэльской (The Princess of Wales’s Own Regiment of Horse), а после того, как Каролина Уэльская стала королевой в 1727 году — в Её Величества конный полк (The Queen’s Own Regiment of Horse). После восстания якобитов 1745 года он снова сменил название на Её Величества драгунский гвардейский полк в 1746 году, а затем на 2-й (Её Величества) драгунский гвардейский полк в 1751 году.
Во время Семилетней войны он сражался при Корбахе и Варбурге в июле 1760 г., а затем взял в плен несколько французских полков в битве при Вильгельмстале в июне 1762 г. После того, как полк начал ездить на гнедых лошадях, в 1767 г. он был переименован во 2-й драгунский гвардейский полк (Её Величества гнедые) (2nd Dragoon Guards (Queen’s Bays)). Во время Пиренейской войны один эскадрон полка под командованием майора Роберта Крауфурда атаковал и разбил подразделение из 150 французских солдат; в битве при Ватерлоо полк не участвовал. В следующий раз полк участвовал в бою, когда эскадрон под командованием майора Пирси Смита атаковал повстанцев при взятии Лакхнау в марте 1858 года во время восстания сипаев. Он понес тяжёлые потери в бою при Лайонс-Хеде в марте 1902 года во время Второй англо-бурской войны.

### Первая мировая война

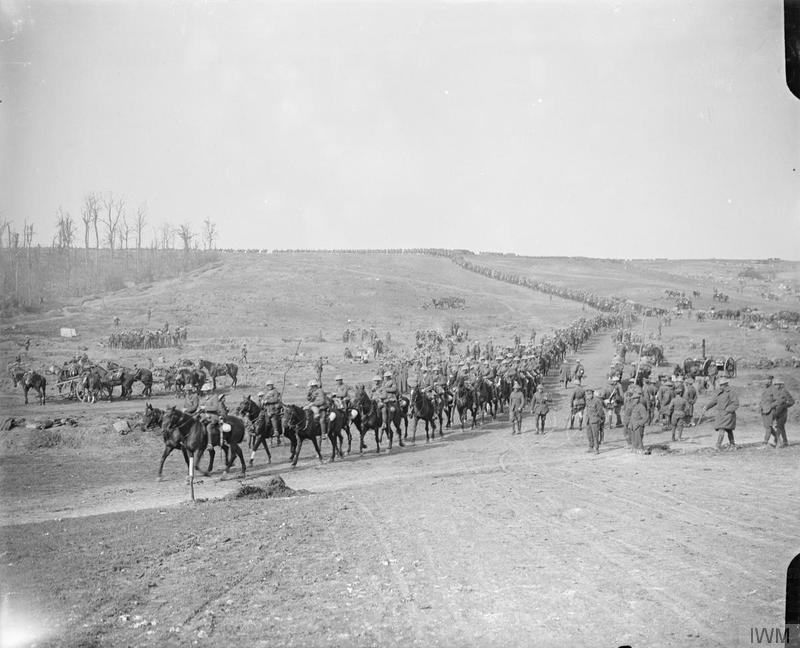
2-й драгунский гвардейский полк на марше, приближающийся к Хардекортскому лесу, 18 сентября 1916 года.

Полк, который в начале войны был расквартирован в Олдершоте, высадился во Франции в составе 1-й кавалерийской бригады 1-й кавалерийской дивизии, входившей в состав Экспедиционных сил, в августе 1914 года для службы на Западном фронте. Полк участвовал в Великом отступлении в августе 1914 года, битве при Ле-Като в августе 1914 года, Первой битве на Марне в сентябре 1914 года, битве при Мессине в октябре 1914 года, Первой битве при Ипре в октябре 1914 года, битве на Сомме осенью 1916 года, битве при Камбрэ в ноябре 1917 года, битве на Скарпе в августе 1918 года и в последнем наступлении осенью 1918 года.

### Межвоенный период
Полк был переименован в Её Величества гнедой полк (2-й драгунский гвардейский) (Queen’s Bays (2nd Dragoon Guards)) в 1921 году. Полк служил в качестве конницы до 1937 года, когда он был переоснащён на лёгкие танки. В 1939 году полк вошёл в состав Королевского бронетанкового корпуса.

### Вторая мировая война

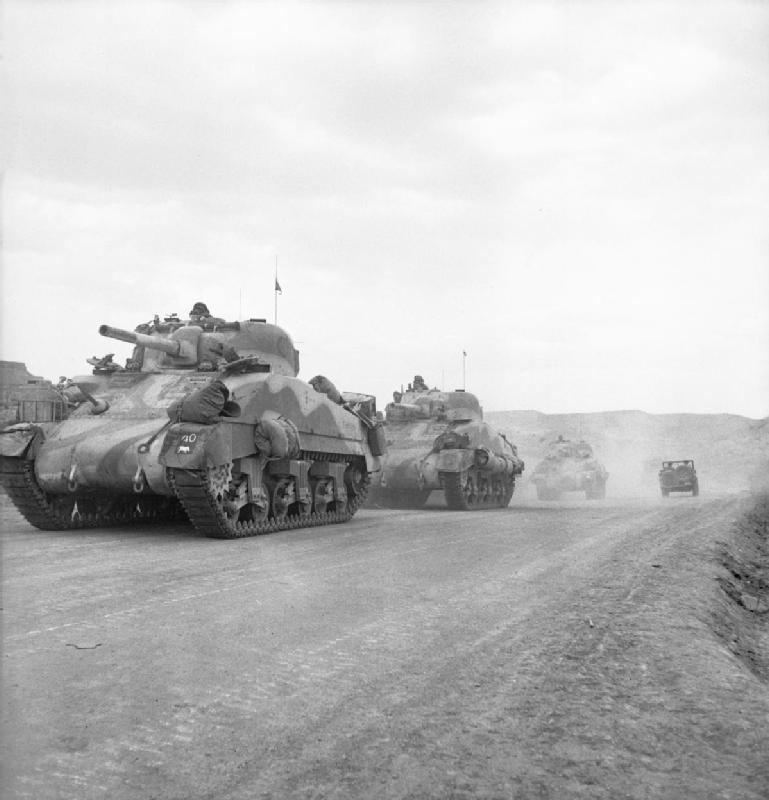
Её Величества гнедой полк (2-й драгунский гвардейский) продвигается на танках Шерман через перевал Габес, Тунис, 7 апреля 1943 г.

В начале Второй мировой войны, в сентябре 1939 года, полк находился в Англии, приписанный ко 2-й легкой бронетанковой бригаде (служившей вместе с 9-м Её Величества королевским уланским полком и 10-м королевским гусарским полком) 1-й бронетанковой дивизии. В мае 1940 года «гнедые» отправились во Францию и приняли активное участие в битве за Францию на Сомме. В середине июня, после падения французского сопротивления, полк был эвакуирован в Англию через порт Брест. Полк был переброшен на Ближний Восток в ноябре 1941 года, первоначально оснащённый танком «Крестоносец», и принял участие в битве при Газале в мае 1942 года, где его бойцы находились в бою 19 дней, что стало рекордом для бронетанкового полка в Западной пустыне. Полк также участвовал в Первой битве при Эль-Аламейне в июле 1942 года, Второй битве при Эль-Аламейне в октябре 1942 года, битве за линию Марет в марте 1943 года и Тунисской кампании в мае 1943 года. Полк был переброшен на Итальянский фронт в мае 1944 года: его бойцы участвовали в битве за перевал Аргента в апреле 1945 года во время последнего наступления Итальянской кампании.

### Послевоенный период
После войны полк остался в северной Италии, в Пеги на реке Изонцо, а затем передислоцировался в Египет в июне 1947 года, после чего вернулся в казармы Дейл в Честере в октябре 1947 года. В 1949 году полк передислоцировался в Бад-Фаллингбостель в Германии, затем вернулся в лагерь Тидворт в сентябре 1954 года, а позже в том же году был переброшен в Акабу в Иордании. В феврале 1956 года полк был направлен в Ливию, затем вернулся в Перхэм-Даун в августе 1957 года, после чего был переведен в казармы Нортгемптона в Вольфенбюттеле в 1958 году. В 1959 году полк объединился с 1-м Его Величества драгунским гвардейским полком, образовав 1-й Её Величества драгунский гвардейский полк.

## Полковой музей
Полковая коллекция выставлена в музее «Огневая линия: Кардиффский замок — музей валлийского солдата» (Firing Line: Cardiff Castle Museum of the Welsh Soldier) в Кардиффе.

### Комментарии
1. ↑  В это время полки, как правило, назывались в честь полковника и меняли названия при назначении нового полковника.
2. ↑  Комиссионные были частным имуществом, которое можно было купить, продать или использовать в качестве инвестиций; многие полковники не играли активной военной роли, что вполне вероятно в случае с Вильерсом.
3. ↑  Вильерс умер в июле 1689 года, но это не повлияло на оперативное командование, которое, судя по всему, осуществлял подполковник Джордж Карпентер.
4. ↑  До 1707 года Шотландия, Англия и Ирландия рассматривались как отдельные королевства, которые оплачивали свои собственные военные подразделения.